# Konrad Jacobs
Konrad Jacobs (* 24. August 1928 in Rostock; † 26. Juli 2015 in Bamberg) war ein deutscher Mathematiker, der sich vor allem mit Wahrscheinlichkeitstheorie, Kombinatorik, Informationstheorie und dynamischen Systemen beschäftigte. Er war Professor für Mathematische Statistik und Lehrstuhlinhaber an der Universität Göttingen und der Universität Erlangen-Nürnberg.

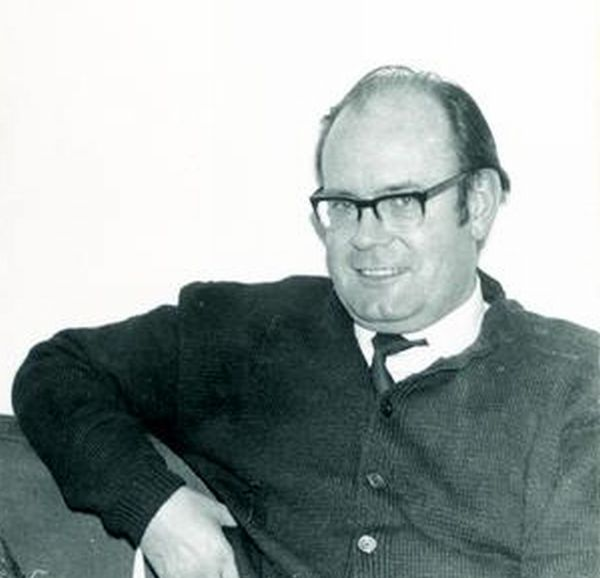
Konrad Jacobs, vor 1971

## Leben
Konrad Jacobs, Sohn des Universitätsprofessors Werner Jacobs und dessen Ehefrau, eine geborene Eilers und Nachfahrin des promovierten Jagdschriftstellers Konrad Eilers, ging in München auf das Gymnasium, studierte 1947 bis 1954 Mathematik und Physik in München und Hamburg und wurde 1954 an der Ludwig-Maximilians-Universität München bei Wilhelm Maak (Ein Ergodensatz für beschränkte Gruppen im Hilbertschen Raum) zum Dr. rer. nat. promoviert. Von 1954 bis 1956 wurde er durch ein Stipendium der Deutschen Forschungsgemeinschaft gefördert (Mathematisches Forschungsinstitut Oberwolfach). Im Jahr 1956 heiratete er. 1956 bis 1958 war er Assistent an der Universität München, wo er sich 1957 habilitierte. An der Universität Göttingen war er von 1958 bis 1959 Diätendozent. 1959 wurde er dort ordentlicher Professor für Mathematische Statistik. 1965 wurde er an die Friedrich-Alexander-Universität Erlangen-Nürnberg auf den damals neu geschaffenen Lehrstuhl für Mathematische Statistik berufen, wo er mit Heinz Bauer (1928–2002) die Maß- und Wahrscheinlichkeitstheorie vertrat. Speziell wurde er für seine Arbeiten zur Ergodentheorie bekannt, über die er auch ein Buch in Springers Ergebnis-Reihe schrieb. Daneben machte sich Jacobs durch eine Reihe von Büchern um die Popularisierung der Mathematik verdient. Ende der Siebziger Jahre moderierte Jacobs die Sendung "Grundstudium Mathematik" im ZDF.
Zu seinen Doktoranden zählen Thomas Beth, Joachim Rosenmüller, Volker Strassen, Ulrich Krengel, Michael Keane, Rudolf Ahlswede, Manfred Denker, Hans Föllmer und Hans-Otto Georgii. Viele seiner Doktoranden wurden Professoren.

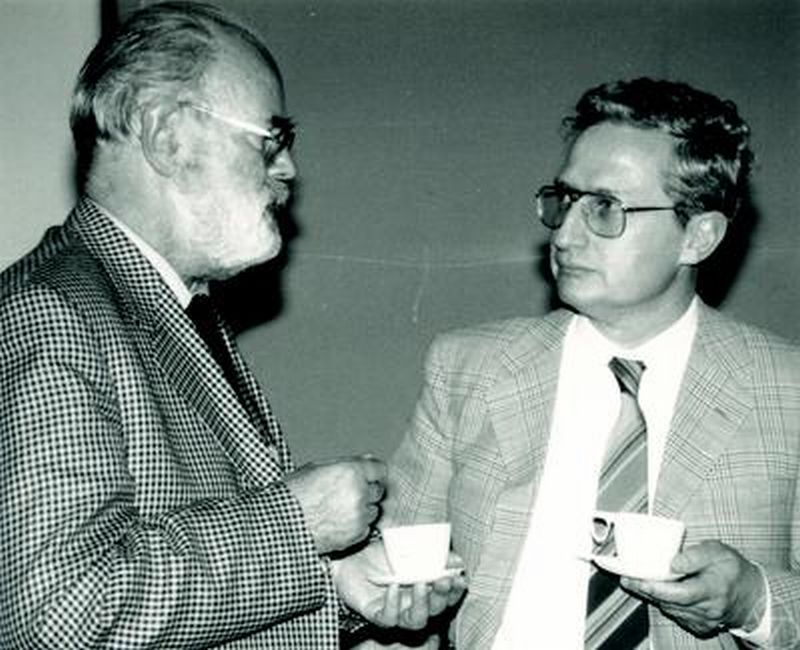
Konrad Jacobs (links) mit Ulrich Krengel 1987

Jacobs hat sich außerdem mit Fotografie beschäftigt und verfügte über eine große Sammlung von Fotoportraits von Mathematikern aus aller Welt und aus verschiedenen Epochen. Im Jahr 2005 übertrug er seine komplette Sammlung an das Mathematische Forschungsinstitut Oberwolfach.
Konrad Jacobs war evangelisch und hatte 1959 Annemarie Krepp geheiratet. Aus der Ehe gingen die Kinder Ursula, Susanne, David, Dorothee und Nils hervor.

## Schriften
als Autor
- Neuere Methoden und Ergebnisse der Ergodentheorie (= Ergebnisse der Mathematik und ihrer Grenzgebiete. Neue Folge, Band 29). Springer, Berlin 1960.
- Lecture Notes on Ergodic Theory. Aarhus 1963.
- mit Dieter Jungnickel: Einführung in die Kombinatorik. De Gruyter, Berlin 1983; 2. Auflage ebenda 2004.
- Measure and Integral. Academic Press, New York 1978, ISBN 0-12-378550-2 (Probability and mathematical statistics).
- Discrete Stochastics (= Basler Lehrbücher. Band 3). Birkhäuser, Basel 1992, ISBN 3-7643-2591-7.
- Resultate. Ideen und Entwicklungen in der Mathematik. Vieweg, Braunschweig 1987/90 (entstand nach einer Vorlesung für Philosophen).

1. Proben mathematischen Denkens. 1987, ISBN 3-528-08980-6.
2. Der Aufbau der Mathematik. 1990, ISBN 3-528-08981-4.

- Invitation to Mathematics. Princeton University Press, 1992, ISBN 0-691-02528-2 (Übersetzung des ersten Bands der "Resultate")
- Neuere Ergebnisse der Mathematik. In: Naturwissenschaften. Jg. 69 (1982), S. 21–28.

als Herausgeber
- Selecta Mathematica. Springer, Berlin 1969/79

1. Konrad Jacobs: Maschinenerzeugte 0-1-Folgen. Rot und Schwarz. Das Äquivalenzprinzip von E. S. Andersen. Die kombinatorischen Arcsingesetze von G. Baxter und J. Imhof. Der Heiratssatz. 1969 (Heidelberger Taschenbücher; 48).
2. Heinz-Dieter Ebbinghaus u. a. Turing-Maschinen und berechenbare Funktionen. Konrad Jacobs Turing-Maschinen und zufällige 0-1 Folgen. Hans Hermes Entscheidungsproblem und Dominospiele. Ebbinghaus Entscheidbarkeit. 1970 (Heidelberger Taschenbücher; 67).
3. Nicolaas Govert de Bruijn Pólyas Abzähl-Theorie. Muster für Graphen und chemische Verbindungen. Gerhard Ringel Das Kartenfärbungsproblem. Anatole Beck, M. N. Bleicher Einlagerung konvexer Mengen in eine ähnliche Menge. Jacobs Extremalpunkte konvexer Mengen. H. R. Müller Trochoidenhüllbahnen und Rotationskolbenmaschinen. 1971 (Heidelberger Taschenbücher; 71). Der letzte Aufsatz behandelt die Geometrie des Wankelmotors.
4. Konrad Jacobs: Einige Grundbegriffe der topologischen Dynamik. Poincaŕes Wiederkehrsatz. Gleichverteilung mod 1. Markov-Prozesse mit endlichvielen Zuständen. Joachim Rosenmüller Konjunkturschwankungen. 1972, ISBN 3-540-05782-X (Heidelberger Taschenbücher; 98).
5. Anatole Beck Ein Paradoxon. Der Hase und die Schildkröte. Hermann Boerner Variationsrechnung à la Caratheodory und das Zermelosche Navigationsproblem. Michael Keane Geodätische Strömungen. Helmut Rüßmann Konvergente Reihenentwicklungen in der Störungstheorie der Himmelsmechanik. 1979, ISBN 3-540-09407-5 (Heidelberger Taschenbücher; 201). Der Aufsatz von Rüssmann behandelt die KAM-Theorie.

- Zwei metaphysische Betrachtungen. Text von L. Lavalle, Übersetzung aus dem Französischen durch K. J. Richarz. 1983.

Einige Online zugängliche Veröffentlichungen:
- Jacobs „Neuere Ergebnisse der Ergodentheorie“, Jahresbericht DMV 1965
- Jacobs „Zur Theorie der Markoffschen Prozesse“, Mathematische Annalen 1957
- Jacobs „Ergodentheorie und fastperiodische Funktionen auf Halbgruppen“, Mathematische Zeitschrift 1956
- Jacobs „Über die Übertragung von diskreten Informationen durch periodische und fastperiodische Kanäle“, Mathematische Annalen 1959